# True BASIC
True BASIC是BASIC的一種，由原來的BASIC作者约翰·凯梅尼及托马斯·卡茨兩位教授所創立。他們有感自從BASIC這種編程語言在微電腦上風行以來，其設計都與原來BASIC的設計逐漸偏離，所以他們希望可以透過這一套True BASIC語言來重新強調BASIC語言所應有的設計特色，使到原來為迷你電腦及小型電腦設計的BASIC程序可以更好地移殖到微機上使用。巧合的是，當時所風行的各個BASIC版本，不論是蘋果電腦的Applesoft BASIC或MS-DOS的GWBASIC或Quick BASIC，都是由微軟所開發的。就連第一套編譯式的BASIC版本、Borland的Turbo BASIC，也是基於微軟的GW-BASIC語言。

## 簡介
True BASIC的語法是基於Dartmouth BASIC的版本7，於1985年開始推出市面。True BASIC在繪圖方面的功能大大加強：它除了允許用戶重新定義在640×480解像度之下的16種顏色的調色盤以外，亦增加了對繪畫曲線圖的支援。它更在語言中加入BitBLT的功能，並容許用戶擷取畫面的部份並儲存。這些繪圖功能都是1980年代的迷你電腦BASIC的標準功能，但在微機版本上都欠奉的。
True BASIC在語法上盡可能忠於ANSI BASIC。為使用戶設計出更好結構的程序，True BASIC取消了對GOTO命令及行號的支援。而這兩項功能，微軟一直到現在的Visual BASIC還在保留。不過，True BASIC亦允許用戶在指示數值時省略LET命令。而對於變數的命名，亦由ANSI BASIC所要求的一個字母加一個數字，改為容許較長的描述性變數名稱。
以下是一個用True BASIC所寫的程序，用來計算 {\displaystyle y=mx+b}這條方程式：
```
slope
 
=
 
2

let
 
x
 
=
 
3

y_intercept
 
=
 
4

let
 
y2
 
=
 
slope
 
*
 
x
 
+
 
y_intercept

print
 
"y2="
;
 
y2

```

這段程式碼執行後會顯示：
```
y2= 10

```

True BASIC所提供的另外一個在較大型電腦很常見，但在微機電腦很少見的功能就是矩陣及遞迴計算功能的支援。由於記憶所限，很多美國設計的微機BASIC都沒有提供矩陣計算（但英國的BBC、Acorn、Amiga的BASIC卻有提供）。而True BASIC對global及local變數的支援，使recurssive的程序得以實現。這其實是因為當True BASIC推出之時，當時的微機的功能已經很強，足以比美較大型的電腦的緣故。
今天的True Basic包含著編譯器在裡面，可以將程式編譯成可執行檔。另外也支援Mac平台（classic OS），不過尚不支援MacOS X。